# Aniéla Jaffé
Pour les articles homonymes, voir Jaffé.
Aniéla Jaffé, née le 20 février 1903 à Berlin et morte le 30 octobre 1991 est une analyste jungienne. Elle fut secrétaire de l'Institut C. G. Jung de Zurich et de  Carl Gustav Jung lui-même. Elle est connue pour avoir été la collaboratrice principale de la rédaction de l'autobiographie de Jung Ma vie : Souvenirs, rêves et pensées.

## Aperçu  biographique
Elle fait des études de psychologie à l'université de Hambourg et au début de la Seconde Guerre mondiale elle se rend à Zurich où elle entame une longue période de collaboration avec Jung. Elle sera la secrétaire de l'Institut C. G. Jung de Zurich de 1947 à 1955 puis secrétaire personnelle de Jung de 1955 à 1961.

### Ma Vie: Souvenirs rêves et pensées
Aniéla Jaffé a dispensé une aide importante dans l'élaboration de l'autobiographie de Jung Ma vie : Souvenirs, rêves et pensées :
« Tous comprenaient que ce n'était pas une entreprise facile, tant était connue l'aversion de Jung pour faire de la publicité sur sa vie. C'est ainsi que Jung n'a accepté qu'après de longues hésitations, et qu'il m'a donné une après-midi par semaine pour travailler ensemble. C'était beaucoup si l'on considère sa charge de travail et son état de santé précaire dû à son âge ».
En effet, au printemps de 1957, Jung était âgé de 81 ans et mourut quatre ans plus tard, l'année de la première parution de l'ouvrage.

### Articles liés
- Carl Gustav Jung
- Psychologie analytique
- Institut C. G. Jung de Zürich
- Marie-Louise von Franz